# Émile Combes

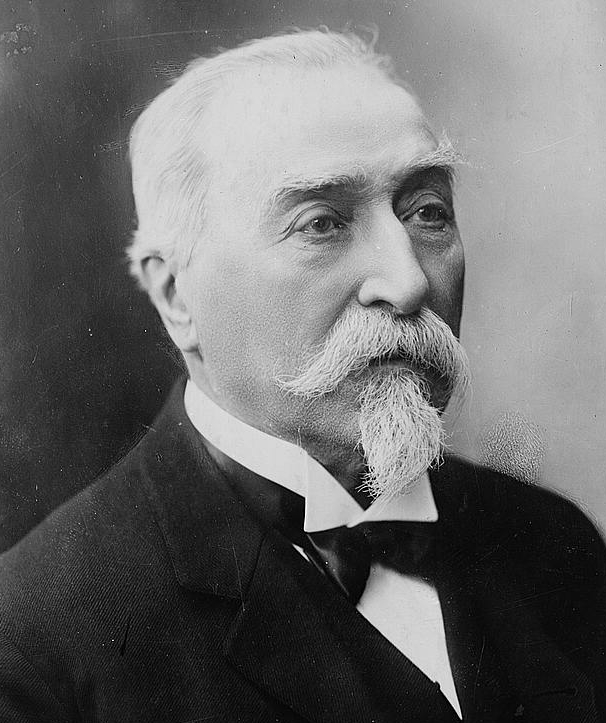
Émile Combes.

Justin Louis Émile Combes, född 6 september 1835, död 25 maj 1921, var en fransk politiker.
Combes studerade först teologi och var läroverkslärare 1855-1862 men slog därefter om och började studera medicin. År 1868 blev han medicine doktor, och var därefter praktiserande läkare i en liten stad i Charente-Inférieure. Han började först senare ägna sig åt politiken, var 1885-1915 medlem av senaten och anslöt sig där till demokratiska vänsterpartiet. Han var deputeradekammarens vicepresident 1893-1894 och var 1895-1896 undervisnings- och kulturminister i Léon Bourgeois ministär. Han invecklades redan under sin tid som undervisningsminister i en konflikt med påven angående biskopsutnämningarna. 
Combes stödde Pierre Waldeck-Rousseaus politik, och då denne avgick, blev Combes på hans förslag anmodad att bilda ny regering. Combes mottog uppdraget och kom därigenom att bilda Frankrikes första radikala regering, stödd av ett "republikanskt block", omfattande samtliga vänsterpartier. Själv övertog Combes samtidigt undervisnings- och kulturministerposten. I ett cirkulär till prefekterna meddelade han satsen om republikanernas rätt till faveurs publiques. I sin regeringsförklaring förklarade han sig redo att: bekämpa den klerikala faran och att strikt i dess ordalydelse och anda tillämpa lagen om föreningar (Den under Waldeck-Rousseaus regeringstid 1901 antagna loi des associations som begränsade de katolska ordenssällskapens verksamhet). Combes tillämpade lagen betydligt mer fanatiskt än vad Waldeck-Rousseau hade avsett, och alla ordenssällskap som inte enligt lagens bestämmelser begärt tillstånd att bedriva verksamhet, blev omedelbart upplösta. De ordenssällskap som inskickade ansökningar blev med ett ytterst ringa undantag förkastade, och härigenom stängdes 3 000 kyrkliga skolor. 25 undervisande ordenssällsskap, 25 kvinnliga ordenssällskap och 1 900 ordensmedlemmar förvisades från Frankrike. 
I samband med president Émile Loubets besök vid det Italienska hovet avgavs av påven en protest mot det franska agerandet, vilket gav regeringen anledning att 1904 hemkalla sin ambassadör i Vatikanen. Först efter första världskriget återupptogs de diplomatiska förbindelserna. Combes regering hade dock börjat knaka i fogarna, sedan vissa liberaler motsatt sig den hårda politiken mot kyrkan, och sedan socialisterna Jules Guesde och Jean Jaurès vägrat fortsätta stödja en borgerlig regering, tvingades Combes, som då som bäst förberedde ett lagförslag om skilsmässa mellan stat och kyrka i januari 1905 att avgå. Combes fortsatte att utöva ett stort inflytande inom det radikala paritet, men efter 1905 tog han ringa del i det politiska livet. 1915 inträdde han som minister utan portfölj i Aristide Briands krigsministär.